# Сойки
Сойки (лат. Garrulus) — род птиц семейства врановых отряда воробьинообразных, обитающих в Старом Свете (сойки Нового Света относятся к другим родам). Включает три вида:
- Garrulus glandarius — Сойка (другие названия: обыкновенная сойка, карёза)
- Garrulus lanceolatus — Гималайская сойка
- Garrulus lidthi — Украшенная сойка

## Галерея

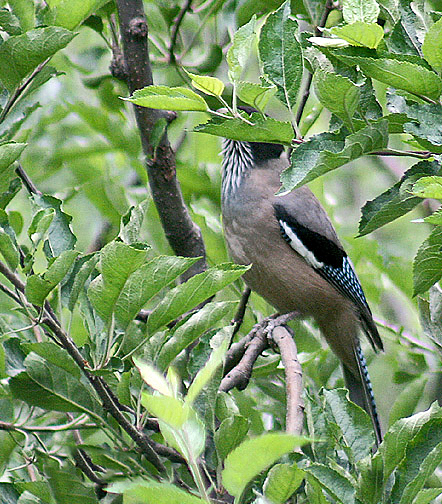
Гималайская сойка — обитает в Индии, Непале, Пакистане и Афганистане.
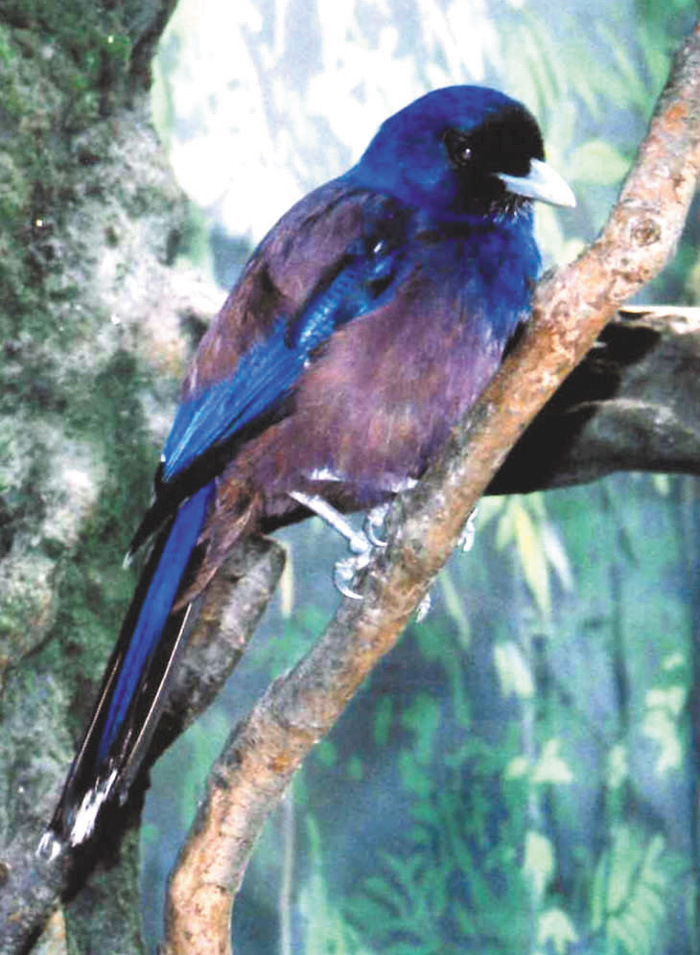
Украшенная сойка — эндемик острова Осима, одного из островов Рюкю (Япония)[2].